# Classe Luza
La Classe Luza  est une classe de navire ravitailleur pétrolier de la marine russe. Ils servent principalement au transport du propergols liquide pour les missiles.

## Description
Il s'agit d'un pétrolier spécial, porteur de carburant pour missiles.

## Bâtiments
Flotte du Pacifique:
- Alambay
- Barguzin

Flotte de la Baltique:
- Selenga

- La quatrième unité, le Don, en service dans la Mer Noire, placée en réserve en 2005. Le Araguvy et le Kana ont été radiés durant les années 90 et trois autres (Oka, Sasima e Yenisey) durant les années 80.